# Altamont Pass
Der Altamont Pass ist ein Gebirgspass in der Diablo Range östlich der San Francisco Bay Area in Kalifornien, der Livermore im Livermore Valley mit Tracy im San Joaquin Valley verbindet. Auf der Passhöhe befindet sich die Altamont-Pass-Windfarm (Altamont Pass Wind Farm), einer der ersten und größten Windparks der USA.
Über den Altamont-Pass führen die Fernstraße I-580, die Altamont-Passstraße (Altamont Pass Road) sowie eine Bahnstrecke der Union Pacific Railroad, die auch durch die Regionalzüge des Altamont Corridor Express genutzt wird. Bis in die 1980er-Jahre betrieb auch die Southern Pacific Railroad eine Bahnstrecke über den Altamont-Pass.
Auf der Ostseite des Passes liegt die durch das Altamont Free Concert bekannt gewordene, nach dem Pass benannte Rennbahn Altamont Speedway.

## Geschichte
Zur Zeit des Kalifornischen Goldrauschs hieß der Pass noch Livermore's Pass nach der anliegenden Ranch von Robert Livermore. Als die Eisenbahn 1869 über den Pass gebaut wurde, wurde auf der Passhöhe eine Siedlung eingerichtet, die sich anfänglich The Summit (Der Gipfel) und später spanisch-historisierend Alta Monte (Hoher Berg) nannte. Der Pass und die Gemeinde von 1872 nahmen im Weiteren den Namen Altamonte an, allerdings ist die Passhöhe heute weitgehend unbewohnt (das örtliche Postamt schloss 1955).

## Windpark
Nach den beiden Ölkrisen (1973/74 und 1979/80) sowie nach dem Kernschmelze-Unfall am 28. März 1979 im Kernkraftwerk Three Mile Island begann in den USA die Suche nach alternativen Energien. Auf dem Altamont-Pass wurden mehrere tausend auf Stahltürmen montierte kleine Windkraftanlagen (WKA) der ersten Generation aufgestellt. Neben Anlagen US-amerikanischer Firmen, die sich jedoch häufig aufgrund nicht ausgereifter Technik infolge geringer Erfahrungen im Windkraftanlagenbau als nicht zuverlässig erwiesen, wurden vor allem dänische Anlagen aufgestellt, da in Dänemark die Windenergienutzung schon etwas verbreiteter als in den USA war. Ende 1985 stammten rund 40 % der kalifornischen Windkraftanlagen aus Dänemark, was neben dem Inlandsabsatz in Dänemark selbst maßgeblich dazu beitrug, die noch heute weltweit bedeutende dänische Windenergieindustrie aufzubauen.
Der Windpark hatte (Stand Januar 2011) 558 MW Kapazität (4.930 Turbinen), entsprechend einer Nennleistung von ca. 110 kW pro Turbine. Moderne Anlagen (Stand 2012) weisen eine Nennleistung von circa 2 bis 3 MW auf. Da die vorhandenen Anlagen stark veraltet sind (eine nicht unbeträchtliche Anzahl sogar defekt), soll die Zahl der WKA im Zuge eines Repowering deutlich vermindert werden.